# The Inbetweeners Movie
The Inbetweeners Movie, conocida simplemente como The Inbetweeners, es una película británica de comedia y aventuras adolescente de coming-of-age basada en la comedia de E4 The Inbetweeners, escrita por los creadores de la serie Damon Beesley e Iain Morris y dirigida por Ben Palmer.
La película sigue las desventuras de un grupo de amigos adolescentes que están de vacaciones en Malia después de terminar juntos su último año en la escuela, y estaba pensada como un final para la serie de televisión. Está protagonizada por Simon Bird, Joe Thomas, James Buckley y Blake Harrison. The Inbetweeners Movie fue estrenada el 17 de agosto de 2011 en el Reino Unido e Irlanda por Entertainment Film Distributors, con críticas favorables, aunque su estreno posterior en los Estados Unidos recibió reseñas mixtas de los críticos estadounidenses. Fue un éxito comercial considerable, estableciendo el récord del fin de semana de estreno más importante para una película de comedia en el Reino Unido. Una secuela, The Inbetweeners 2, se estrenó el 6 de agosto de 2014.

## Reparto
- Simon Bird como Will McKenzie
- James Buckley como Jay Cartwright

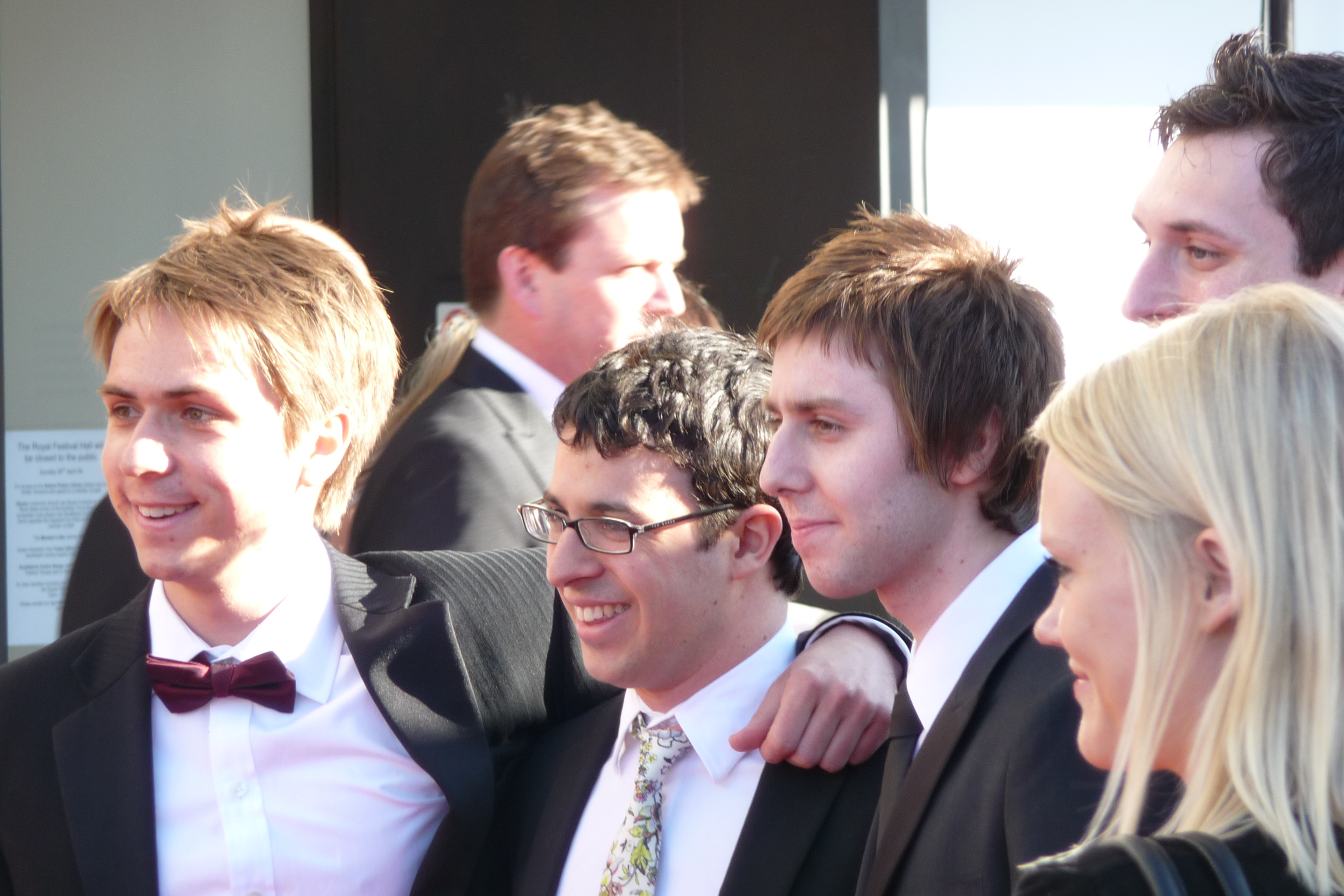
De izquierda a derecha: Joe Thomas, Simon Bird, James Buckley y Blake Harrison

- Blake Harrison como Neil Sutherland
- Joe Thomas como Simon Cooper
- Emily Head como Carli D'Amato
- Laura Haddock como Alison
- Tamla Kari como Lucy
- Jessica Knappett como Lisa
- Lydia Rose Bewley como Jane
- Theo James como James
- Theo Barklem-Biggs como Richard
- Anthony Head como Mr McKenzie
- Belinda Stewart-Wilson como Polly McKenzie
- Martin Trenaman como Alan Cooper
- Robin Weaver como Pamela Cooper
- David Schaal como Terry Cartwright
- Victoria Willing como Mrs Cartwright
- Alex Macqueen como Kevin Sutherland
- Greg Davies como Mr Gilbert
- Henry Lloyd-Hughes como Mark Donovan
- Lauren O'Rourke como Nicole
- David Avery como Nicos
- Cush Jumbo como Jaime
- Storme Toolis como Wheelchair Girl
- Aimee Kelly como Party Girl (sin acreditar)

## Producción
Se completó un primer borrador de The Inbetweeners Movie incluso antes de que se escribiera la tercera serie. La historia se mantuvo en gran medida similar, excepto por pequeños cambios, como una escena en la que Jay alquila una motocicleta, fingiendo que sabe conducirla, pero falla al estrellarse contra una pared. Esta escena se eliminó durante el proceso de escritura de la tercera temporada ya que la pareja necesitaba una forma humorística de abrir el episodio y pensaron que la escena de la motocicleta se adaptaría mejor al episodio que a la película.
La fotografía principal tuvo lugar en el Reino Unido (Londres, Sussex Occidental),  Magaluf y Malia, Creta. Un vídeo de YouTube muestra a los muchachos caminando por Malia Strip, pasando por los populares clubes 'Corkers', el club de striptease 'GoGo Lap Dancing Club' y 'Candy Club'. Los interiores del club vacío donde Neil muestra sus movimientos de baile fueron filmados en el club nocturno Infernos en Clapham High Street, Londres.

## Estreno
En su primer día de estreno, The Inbetweeners Movie recaudó más de £2,5 millones en 409 salas de cine. Luego, la película estableció un récord como el fin de semana de estreno más exitoso jamás logrado por una película de comedia en el Reino Unido, superando a Bridget Jones: The Edge of Reason y The Hangover Part II después de ganar £13,22 millones, en comparación con el segundo lugar, Rise of the Planet of the Apes, que recaudó £2,4 millones. Se confirmó que The Inbetweeners Movie tuvo el mayor fin de semana de estreno para una película británica independiente. Mantuvo su posición número 1 en las listas de películas del Reino Unido durante cuatro semanas antes de ser superada por Tinker Tailor Soldier Spy el 20 de septiembre de 2011, momento en el que The Inbetweeners Movie había recaudado £41,8 millones en total. La película tuvo un estreno limitado en cines en los Estados Unidos el 7 de septiembre de 2012, donde recaudó 36.000 dólares, lo que hizo que sus ingresos totales de taquilla fueran de 88.025.781 dólares.

## Secuela
Una secuela de la película, titulada The Inbetweeners 2, se estrenó en los cines británicos e irlandeses el 6 de agosto de 2014. Está ambientada en Australia.